# Should Have Known
Should Have Known è l'unico Ep estratto dall'album The Big Knowkover pubblicato dalla punk rock band svedese No Fun At All. Della canzone è stato realizzato anche un video musicale.

## Tracce
1. Should Have Known
2. On My Way
3. Dying Every Day

## Formazione
- Ingemar Jansson - voce
- Mikael Danielsson - chitarra
- Christer Johansson - chitarra
- Henrik Sunvisson - basso, chitarra e cori
- Kjell Ramstedt - batteria